# Bolt (jednotka)
Bolt je stará jednotka délky používaná ve Švédsku a Finsku. Nazývala se též lärft.

## Převodní vztahy
- 1 bolt = 12,47 m = 42 fot